# Comuna Peștera, Pazardjik
Peștera (în bulgară Пещера) este o comună în regiunea Pazardjik, Bulgaria, formată din orașul Peștera și satele Kapitan Dimitrievo și Radilovo. 

## Demografie
Componența etnică a comunei Peștera
     Romi (3,96%)
     Turci (14,79%)
     Bulgari (65,29%)
     Nicio identificare (14,85%)
     Altele (1,08%)
La recensământul din 2011, populația comunei Peștera era de 18.899 locuitori. Din punct de vedere etnic, majoritatea locuitorilor (65,29%) erau bulgari, existând și minorități de turci (14,79%) și romi (3,96%). Pentru 14,85% din locuitori nu este cunoscută apartenența etnică.